# Bordeaux-en-Gâtinais
Bordeaux-en-Gâtinais település Franciaországban, Loiret megyében. Lakosainak száma 107 fő (2022. január 1.). Bordeaux-en-Gâtinais Auxy, Corbeilles és Sceaux-du-Gâtinais községekkel határos.

## Népesség
A település népességének változása:
| Lakosok száma | 159  | 116  | 121  | 117  | 116  | 116  | 112  | 109  | 108  | 107  |
|               | 1968 | 1982 | 1990 | 2006 | 2013 | 2015 | 2017 | 2019 | 2020 | 2022 |